# Go Seigen
Dans ce nom japonais, le nom de famille, Go, précède le nom personnel.

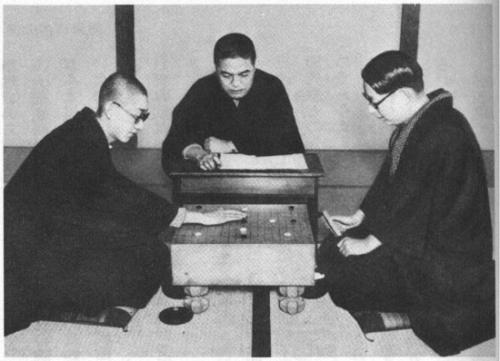
Go Seigen (à gauche) contre Kitani Minoru.

Wu Qingyuan (呉清源, pinyin : Wú Qīngyuán, né le 12 juin 1914, et mort le 30 novembre 2014 à Odawara (Kanagawa), internationalement connu dans le monde du go sous son nom japonais de Go Seigen, est un des plus grands joueurs de go du XXe siècle.

## Biographie
Né dans la province chinoise de Fujian, il  partit pour le Japon en 1928. Une fois naturalisé japonais, il prit le nom de Go Izumi (吳 泉). Il retourna plus tard à son ancien nom.  Le charactère de son nom de famille (吳) se lit de la même façon que le jeu de go en japonais (碁). Par conséquent, certains japonais dirent qu'il était né pour jouer au go.
Go Seigen est généralement considéré comme un des meilleurs joueurs de go de tous les temps. Il a battu les meilleurs joueurs de son temps dans des jubangos (matchs en dix parties), parmi lesquels se trouvait le vainqueur du tournoi Honinbō. Il a défié d'autres grands maîtres de l'époque comme Karigane Junichi (en), Hashimoto Utaro, Iwamoto Kaoru, Fujisawa Hosai, Sakata Eio, et Takagawa Kaku.
En 1999, Teramoto, le manager de Go Seigen, a déclaré : « Go Seigen est l'un des trois joueurs de go qui resteront célèbres pendant encore plusieurs siècles. »,
Il est également connu, avec Kitani Minoru, comme l'un des initiateurs du shin fuseki, une période d'expérimentation sur le début de partie qui a rompu avec les théories traditionnelles ; une de ses particularités consiste à jouer le troisième coup d'un fuseki croisé sur le hoshi central, ce qui fit scandale lors d'une partie d'exhibition notoire organisée  en 1933 entre Go Seigen et Hon'inbō Shūsai. Go attribua certaines de ses idées à Hon'inbō Shuei (en), pour qui il avait beaucoup de respect.
Go Seigen prit sa retraite en 1967 pour des raisons de santé, bien qu'officiellement il ne l'ait prise qu'en 1983. Parmi ses disciples se trouve le fameux Rin Kaiho.
En 2006, le réalisateur chinois Tian Zhuangzhuang a tourné le film The Go Master sur la vie de Go Seigen.

## Titres et autres récompenses
| Titre  | Année                        |
| ------ | ---------------------------- |
| Saikyo | 1959, 1961 (avec Sakata Eio) |

| Titres    | Années de défaite |
| --------- | ----------------- |
| Meijin    | 1962              |
| Coupe NHK | 1976              |

| Récompenses                        | Années de victoire |
| ---------------------------------- | ------------------ |
| Membre honoraire de la Nihon Ki-in | 1983?              |
| Prix Okura                         | 1967               |